# Horace Donisthorpe
Horace St. John Kelly Donisthorpe est un entomologiste (coléoptériste et myrmécologue) britannique, né le 17 mars 1870 à Leicester et mort le 22 avril 1951 à Londres.
Myrmécologue excentrique, il est connu pour son acharnement à faire renommer le genre Lasius en Donisthorpea, ainsi que pour ses nombreuses revendications de découvertes de nouvelles espèces de coléoptères et des fourmis.

## Biographie
Après des études à Mill Hill House, Leicester et à Oakham Grammar School, il rejoignit l'université de Heidelberg pour étudier la médecine. Cependant, sa nature trop sensible l'obligea à abandonner cette carrière. Sa fortune personnelle lui permit alors de se consacrer à l'étude des coléoptères et des fourmis.
La plupart de ses découvertes furent faites dans les anciennes forêts de Windsor où il obtint l'autorisation de prospecter.
Il a prêté à controverse en prétendant avoir découvert nombre de nouvelles espèces. En fait, sur les 30 nouvelles espèces qu'il prétendait avoir décrites, 24 furent considérées comme trop proches d'espèces existantes. On considère aujourd'hui qu'il a identifié : 
- Cercyon aguatilis
- Leptacinus intermedius
- Ilyobates bennetti
- Micrambe aubrooki
- Gymnetron lloydi
- Xyleborus sampsoni

toutes nommées en l'honneur de ses collègues.
Les espèces décrites par Donisthorpe et considérées comme ayant déjà été décrites sont :
- Aenictus bidentatus
- Rhytidoponera gagates
- Diacamma rugosum
- Leptogenys walkeri
- Leptogenys violacea
- Polyrhachis bryanti
- Polyrhachis hosei.

Donisthorpe était membre de la Zoological Society of London et de la Royal Entomological Society. Il habitait 58, Kensington Mansions et était connu pour sa prodigalité qui conduisit à la dissipation d'une grande partie de sa fortune personnelle. Il était l'associé d'Auguste-Henri Forel (1848-1931), avec qui il résida en Suisse en 1914.

## Liste partielle des publications
- The Coleoptera of the Isle of Wight, 1906.
- British Ants: their life histories and classification. Publié en 1915, révisé en 1927, ce fut l’un des premiers ouvrages importants consacrés aux fourmis de la Grande-Bretagne.
- The Guests of British Ants. Publié en 1927, ce livre est consacré aux espèces des fourmis myrmécophiles de Grande-Bretagne (e.g. Formicoxenus et Anergates).
- An Annotated List of the Additions to the British Coleopterous Fauna, 1931.
- A Preliminary List of the Coleoptera of Windsor Forest. Publié en 1939, Donisthorpe dédia ce livre à la mémoire de Florence Jane Kirk, son assistante.

## Sites anglais étudiés par Horace Donisthorpe
- Aviemore (Morayshire)
- Chobham common à Chobham (Surrey)
- Box Hill (Surrey)
- Nethy Bridge (Morayshire)
- Parkhurst forest (île de Wight)
- Rannoch, Perthshire
- New Forest, dont Matley Bog, Hampshire
- Sandown, île de Wight
- Weybridge, principalement Weybridge heath (Surrey)